# Cneo Octavio (cónsul 76 a. C.)
Cneo o Gneo Octavio  fue un político romano del siglo I a. C.

## Familia
Era hijo de Marco Octavio, tribuno de la plebe en 133 a. C., nieto del cónsul del año 165 a. C. Cneo Octavio y padre de Marco Octavio, legado pompeyano durante la guerra civil entre César y Pompeyo.

## Carrera política
Fue elegido cónsul en 76 a. C. junto con Cayo Escribonio Curión. Era amigo de Cicerón. Es descrito como una persona de temperamento suave y afectado seriamente por la gota que prácticamente no lo dejaba andar. No se conoce la fecha de su muerte. Se dice que no fue muy buen orador.